# Yineth Varón
Yineth Varón là một thủ môn bóng đá Colombia hiện đang bị FIFA đình chỉ trong thời gian hai năm vị dính phải bê bối sử dụng doping. Cô từng chơi cho CD Generaciones Palmiranas.
Varón được triệu tập tham dự World Cup 2011 vào ngày 15 tháng 6 sau khi Silvia Forero bị chấn thương trong một mùa huấn luyện. Vào ngày 28 tháng 6, đánh dấu sự bắt đầu của giải đấu, cô đã bị FIFA đình chỉ tạm thời khi cô thất bại trong một cuộc kiểm tra chống doping, để lại vị trí thủ môn đội tuyển quốc gia Colombia cho thủ môn dự bị, vốn có chiều cao kiêm tốn. Ngày hôm sau, Liên đoàn bóng đá Colombia giải thích Varón phải chịu một tháng điều trị nội tiết tố mà không thông báo cho liên đoàn. FIFA mở thủ tục tố tụng kỷ luật sau khi mẫu B xác nhận kết quả, và vào ngày 25 tháng 8 đã bị đình chỉ hai năm.
Varón sau đó giải thích rằng bị mệt mỏi mãn tính và hemoglobin thấp, cô quyết định lấy 12,5 mg microdoses của nandrolone decanoate trong giai đoạn từ ngày 25 tháng 2 đến ngày 29 tháng 3 từ bác sĩ Raúl Henao khi cô nghĩ rằng cô sẽ không thi đấu trong những tháng tiếp theo. Tiến sĩ Henao rất ngạc nhiên rằng việc điều trị với các thứ thuốc như trên có thể làm vận động viên sử dụng không vượt qua được việc xét nghiệm doping.